# Seiwa Tennō
L'emperador Seiwa (世和帝, Seiwa-tennō, 10 de maig, 850 - 7 de gener, 881) va ser el 56è emperador del Japó, segons l'ordre tradicional de successió.
El regnat de Seiwa va abastar els anys del 858 al 876.

## Narrativa tradicional
Seiwa era el quart fill de l'emperador Montoku. La seva mare era l'emperadriu vídua Fujiwara no Akirakeiko, també anomenada l'emperadriu Somedono (la mare de l'emperadriu Seiwa era la filla de Fujiwara no Yoshifusa. Gran ministre del consell d'estat. Va ser el germà petit del príncep imperial Koretaka (844–897).

## Imina
Abans de la seva ascensió al tron del Crisantem, el seu nom personal (la seva imina) era Korehito, el primer membre de la casa imperial a ser anomenat personalment "-hito". Un significat del caràcter 仁 és el concepte confucià de ren. Més tard ha estat una tradició anomenar d'aquesta manera el nom personal de tots els membres masculins de la família imperial.
També era conegut com a emperador com Mizunoo-no-mikado o Minoo-tei.

## Esdeveniments de la vida de Seiwa
Originalment sota la tutela del seu avi matern Fujiwara no Yoshifusa, va desplaçar el príncep imperial Koretaka (惟喬親王) com a príncep hereu. A la mort del seu pare l'any 858, l'emperador Montoku, esdevingué emperador als 9 anys, però el veritable poder el tenia el seu avi, Yoshifusa.
- 7 d'octubre de 858 (Ten'an 2, 27è dia del 8è mes): l'any 8è del regnat de Montoku-tenno, l'emperador va morir;[6] i la successió (senso) va ser rebuda pel seu fill. Poc després, es diu que l'emperador Seiwa va accedir al tron (sokui).[7]
- 15 de desembre de 858 (Ten'an 2, 7è dia del mes 11): L'anunci oficial de l'emperador de la seva entronització als 9 anys va anar acompanyat del nomenament del seu avi com a regent (sesshō). Aquesta és la primera vegada que s'atorga aquest gran honor a un membre de la família Fujiwara, i també és el primer exemple al Japó de l'ascens d'un hereu que és massa jove per ser emperador. La proclamació de l'inici del regnat de Seiwa es va fer al Kotaijingu a la província d'Ise i a totes les tombes de la família imperial.[8]
- 859 (Jōgan 1, 1r mes): Totes les festes d'Any Nou es van suspendre a causa del període de dol nacional per la mort de l'emperador Montoku.[9]
- 859 (Jōgan 1): va començar la construcció del santuari d'Iwashimizu prop de Heian-kyō. Aquest santuari honra a Hachiman, el déu de la guerra xintoista.[10]
- 869 (Jōgan 10): va néixer Yōzei, i va ser nomenat hereu de Seiwa l'any següent.[11]
- 876 (Jōgan 17, 11è mes): l'any 18 del regnat de Seiwa-tenno, l'emperador va cedir el seu tron al seu fill de cinc anys, la qual cosa significava que el nen petit va rebre la successió (senso). Poc després, l'emperador Yōzei va accedir formalment al tron (sokui).[12]
- 878 (Gangyō 2): Seiwa es va convertir en un sacerdot budista. El seu nou nom sacerdotal era Soshin.[13]
- 7 de gener de 881 (Gangyō 4, 4t dia del mes 12): l'antic emperador Seiwa va morir als 30 anys.[14]

## Mausoleu
Es coneix el lloc real de la tomba de Seiwa. L'emperador és tradicionalment venerat al santuari commemoratiu de misasagi al barri Ukyō-ku de Kyoto. L'Agència de la Casa Imperial designa aquest lloc com el mausoleu de Seiwa. S'anomena formalment Minooyama no Misasagi (清和天皇陵) o Seiwa Tennō Ryō. Des del lloc de la seva tomba, l'emperador Seiwa es coneix de vegades com l'emperador Mizunoo (水尾帝, Mizunoo-tei). El kami de l'emperador Seiwa és venerat al Seiwatennō-sha prop del mausoleu.

## Kugyō
Kugyō (公卿) és un terme col·lectiu per als pocs homes més poderosos units a la cort de l'emperador del Japó en èpoques pre-Meiji.
En general, aquest grup d'elit només incloïa de tres a quatre homes alhora. Aquests eren cortesans hereditaris l'experiència i els antecedents dels quals els haurien portat al cim de la carrera d'una vida. Durant el regnat de Seiwa, aquest àpex del Daijō-kan incloïa:
- Sesshō, Fujiwara no Yoshifusa, 804–872.[13]
- Daijō-daijin, Fujiwara no Yoshifusa.[13]
- Sadaijin, Minamoto no Makoto (源信).
- Sadaijin, Minamoto no Tooru (源融).[22]
- Udaijin, Fujiwara no Yoshimi (藤原良相), 817–867.[23]
- Udaijin, Fujiwara no Ujimune (藤原氏宗).
- Udaijin, Fujiwara no Mototsune, 836–891.[24]
- Naidaijin
- Dainagon, Fujiwara no Mototsune.[22]

## Èpoques del regnat de Seiwa
Els anys del regnat de Seiwa s'identifiquen més específicament amb més d'un nom d'època o nengō.
- - Ten'an (857–859)
  - Jōgan (859–877)

## Consorts i fills
- Consort (Nyōgo) més tard Kōtaigō: Fujiwara no Takako (842–910), més tard Nijō-kisaki (emperadriu Nijō), filla de Fujiwara no Nagara
  - Primer fill: príncep imperial Sadaakira (posteriorment emperador Yōzei)
  - Quart fill: príncep imperial Sadayasu (870–924)
  - Tercera/cinquena filla: princesa imperial Atsuko (m. 930), 7è Saiin al santuari de Kamo 877–880
- Consort (Any Nou): Tamiko Fujiwara (m. 886), filla de Yoshimi Fujiwara
- Consort (Nyōgo): Hiroko Taira
- Consort (Nyōgo): Princesa Kashi
- Consort (Nyōgo): Sadako Minamoto (nascuda l'any 873)
- Consort (Nyōgo): Princesa Ryūshi
- Consort (Nyōgo): Princesa Kenshi
- Consort (Nyōgo): princesa Chūshi/Tadako (Lord Tadako; 854–904), filla de l'emperador Kōkō
- Consort (Nyōgo): Fujiwara no Yoriko (nascut el 936), filla de Fujiwara no Mototsune
- Consort (Any Nou): Kazuko Fujiwara (n. 856), filla de Mototsune Fujiwara
  - Setè fill: príncep imperial Sadatoki (874–929)
- Consort (Nyōgo): Takeko/Izuko Minamoto (nascut el 879), filla de Yoshiari Minamoto
- Consort (Nyōgo): Minamoto no Seishi (源晴子), filla de l'emperador Montoku
- Consort (Nyōgo): Minamoto no Kenshi/Atsuko (Minamoto Kenshi)
- Consort (Nyōgo): Minamoto no Gishi/Yoshiko (源宜子), filla de Minamoto no Okimoto
- Agent del tribunal (Koui): Fumiko Ariwara (田原文子), filla de Yukihira Ariwara
  - Vuitè fill: príncep imperial Sadakazu (875–916)
  - Princesa imperial Kaneko (m. 889)
- Agent del tribunal (Koui): filla de Yoshichika Fujiwar
  - Príncep imperial Sadahira (m. 914)
  - Pricesa Imperial Shikiko (習子内愛思子; 874–906), 21a Saiō (Princesa Imperial que serveix al Gran Santuari d'Ise) 877–880
- Asistent del tribunal (Koui): filla de Tachibana no Yasukage (m. 924)
  - Príncep imperial Sadakata (868–930)
- Asistent del tribunal (Koui): filla de Fujiwara no Nakamune
  - Tercer fill: príncep imperial Sadamoto (870–910)
- Auxiliar de cort (Koui): filla del príncep Munesada
  - Sisè fill: Príncep imperial Sadasumi (貞純進王; 873–916) - pare de Minamoto no Tsunemoto, fundador del Seiwa Genji, de qui van descendir el shogunat Kamakura, el shogunat Ashikaga i el shogunat Tokugawa.
- Asistent del tribunal (Koui): filla de Fujiwara no Sadamune
  - Príncep imperial Sadayori (anglès; 876–922)
- Agent del tribunal (Koui): filla de Fujiwara no Morofuji
  - Príncep imperial Sadazane (anglès; 876–932)
- Agent del tribunal (Koui): filla de Fujiwara no Morokazu
  - Princesa imperial Mōshi (m. 901)
- Asistent del tribunal (Koui): filla de Saeki no Sanefusa
  - Minamoto no Nagami (romàntic)
  - Minamoto no Nagayori (Carles; n. 875)
- Auxiliar del tribunal (Koui): és la filla d'Otondo
- Senyora de la cort: ets la filla de la Mineo
  - Minamoto no Naganori (m. 918)
  - Minamoto no Saishi/Noriko (anglès)
- Senyora de la cort: Ōno no la filla de Takatori
  - Minamoto no Nagafuchi (horòscop)